# Federação de Xadrez de São Tomé e Príncipe
A Federação de Xadrez de São Tomé e Príncipe (FEXASTP) é uma entidade oficial que regulamenta e organiza as competições oficiais de xadrez em São Tomé e Príncipe.